# Award Tour
"Award Tour" é uma canção de A Tribe Called Quest, lançada como o primeiro single do seu terceiro álbum Midnight Marauders. Ela contém um sample de "We Gettin 'Down", de Weldon Irvine, de seu álbum de 1975, Spirit Man. O lado B do single é a versão original do Midnight Marauders faixa "The Chase, Pt. 2", que apresenta, nomeadamente o conhecido primeiro verso pelo colaborador futuro do grupo, o rapper Consequence. A música continua a ser o maior sucesso do grupo no exterior, tendo grande sucesso inclusive na América.
A segunda metade do refrão da canção chama nomes de cidades e estados (principalmente americanos) por onde passou a turnê, nesta ordem: Nova York, Nova Jersey, Carolina do Norte, Virgínia, Oakland, Los Angeles, San Francisco, St. John, Chinatown, Spokane, Londres, Tóquio, Houston, Delaware, Washington, DC, Dallas, Carolina do Sul, Maryland, Nova Orleans e Detroit.

## Aparições e covers
- A canção foi apresentada nos jogos Thrasher: Skate and Destroy e MLB 08: The Show.
- Kanye West inclui uma homenagem à canção, na sua canção "The Glory" no seu álbum Graduation.
- Uma parte da canção foi interpretada por Justin Timberlake e Jimmy Fallon no "Late Night com Jimmy Fallon".
- Uma parte da música foi destaque na música World Tour pelo rapper Wale, artista de hip-hop em seu primeiro álbum de 2010, Attention Deficit.

## Desempenho nas paradas
| Parada musical (1993-1994)              | Melhor Posição |
| --------------------------------------- | -------------- |
| U.S. Billboard Hot 100                  | 47             |
| U.S. Hot Dance Music/Maxi-Singles Sales | 1              |
| U.S. Hot R&B/Hip-Hop Singles & Tracks   | 27             |
| U.S. Hot Rap Singles                    | 7              |